# Ten Harlem
Ten Harlem – czwarta płyta rockowego zespołu Harlem. Album został wydany w 2004 roku, na dziesięciolecie istnienia zespołu.

## Lista utworów
Źródło:.
1. „Kora” – 4:43
2. „Biegnę” – 4:09
3. „Wierzę w siebie” – 3:42
4. „5:30” – 4:43
5. „Czekając na miłość” – 3:55
6. „Nienormalni” – 2:53
7. „Jak lunatycy” – 4:38
8. „Ye Ye” – 3:22
9. „Blues o zdradzie” – 5:46
10. „Polski Harlem” – 3:36
11. „Stąd do nieba” – 3:49
12. „Hedone” – 4:36
13. „Między ziemią a niebem” – 4:23
14. „Kiedy góral umiera” – 7:33

## Teledyski
1. „Jesteś moim domem” – 3:55
2. „Biegnę” – 4:09
3. „5:30” – 3:40

## Skład
Źródło:.
- Ryszard Wolbach – śpiew, gitara akustyczna
- Krzysztof Jaworski – gitary elektryczne, gitara akustyczna, śpiew
- Jarosław Zdankiewicz – bębny, chórki
- Wojciech Kuzyk – gitara basowa
- Cezary Kaźmierczak – instrumenty klawiszowe